# Bordoșiu
Bordoșiu (węg. Bordos) – wieś w Rumunii, w okręgu Marusza, w gminie Fântânele. W 2011 roku liczyła 294 mieszkańców.